# La Celle (Cher)
La Celle ist eine einst zu der Kleinstadt Bruère gehörende Gemeinde mit 329 Einwohnern (Stand 1. Januar 2022) im französischen Département Cher in der Region Centre-Val de Loire.
Außer der im Tal des Cher, etwa 37 Kilometer südlich von Bourges auf einem dem Wald von Meillant abgerungenen Gelände liegenden Ortschaft zählen noch zwei Weiler zu La Celle.

## Bevölkerungsentwicklung
| Jahr      | 1962 | 1968 | 1975 | 1982 | 1990 | 1999 | 2006 | 2012 |
| Einwohner | 317  | 342  | 264  | 264  | 291  | 328  | 355  | 344  |

## Sehenswürdigkeiten
- Die romanische Kirche Saint-Blaise wurde im Laufe des 12. Jahrhunderts nach dem Muster benediktinischer Sakralbauten errichtet. Bekannt ist der ungewöhnliche archaische Skulpturenschmuck an der Fassade. Neben Überresten von Wandmalereien und Statuen birgt die Kirche das Grabmal des hl. Silvanus aus dem 15. Jahrhundert.
- Kapelle Saint-Sylvain aus dem 15. Jahrhundert

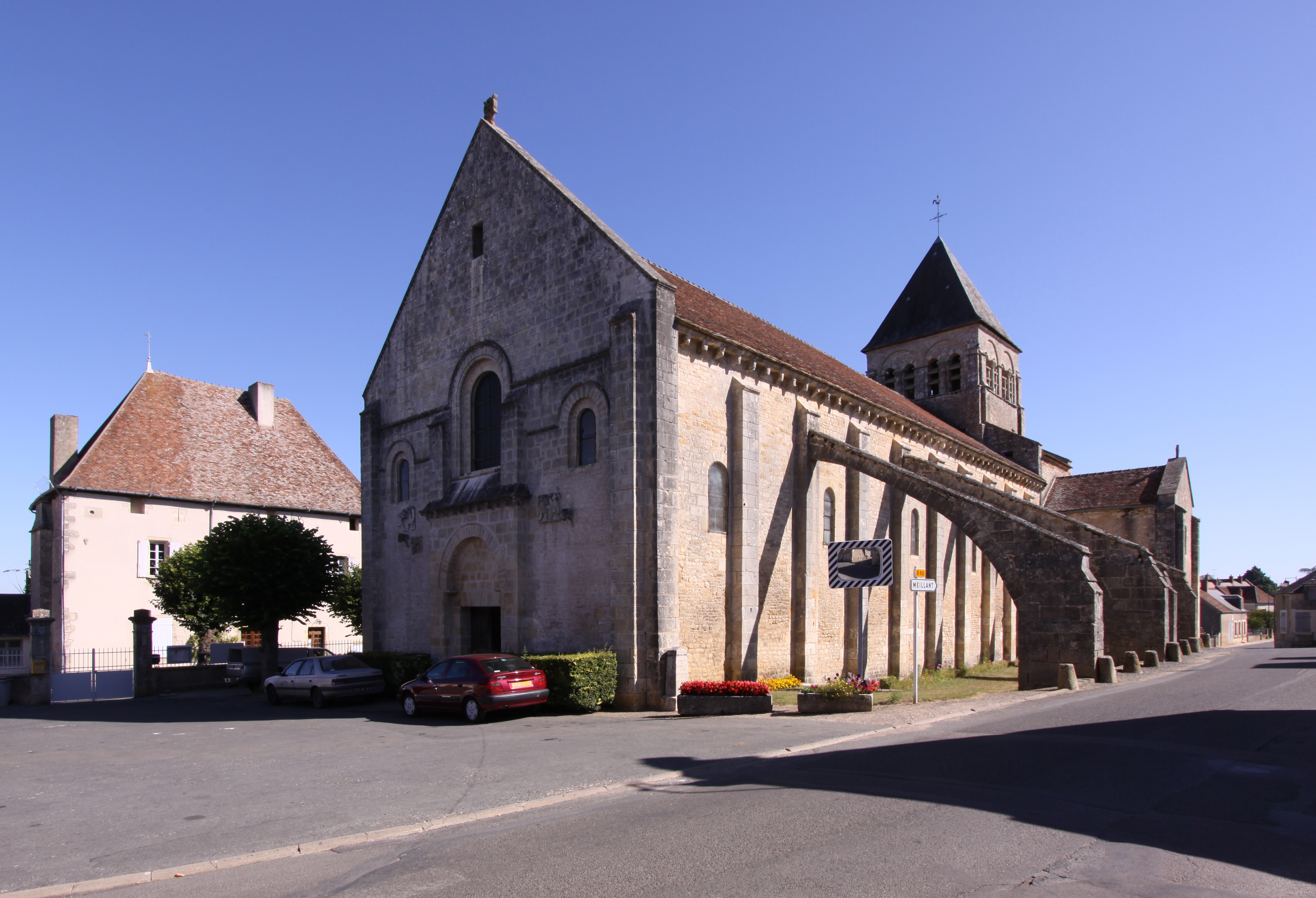
Kirche Saint-Blaise
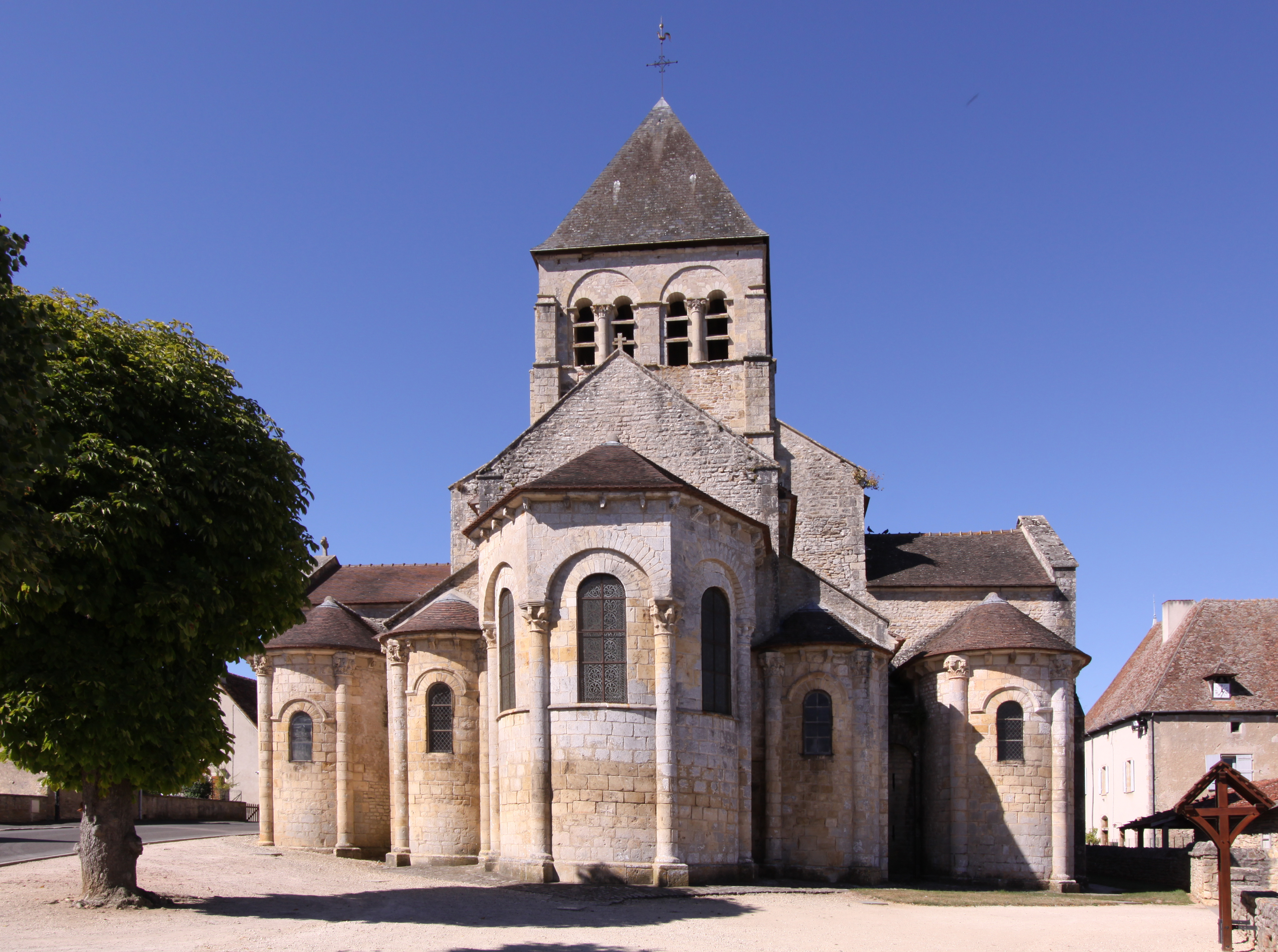
Chorseite
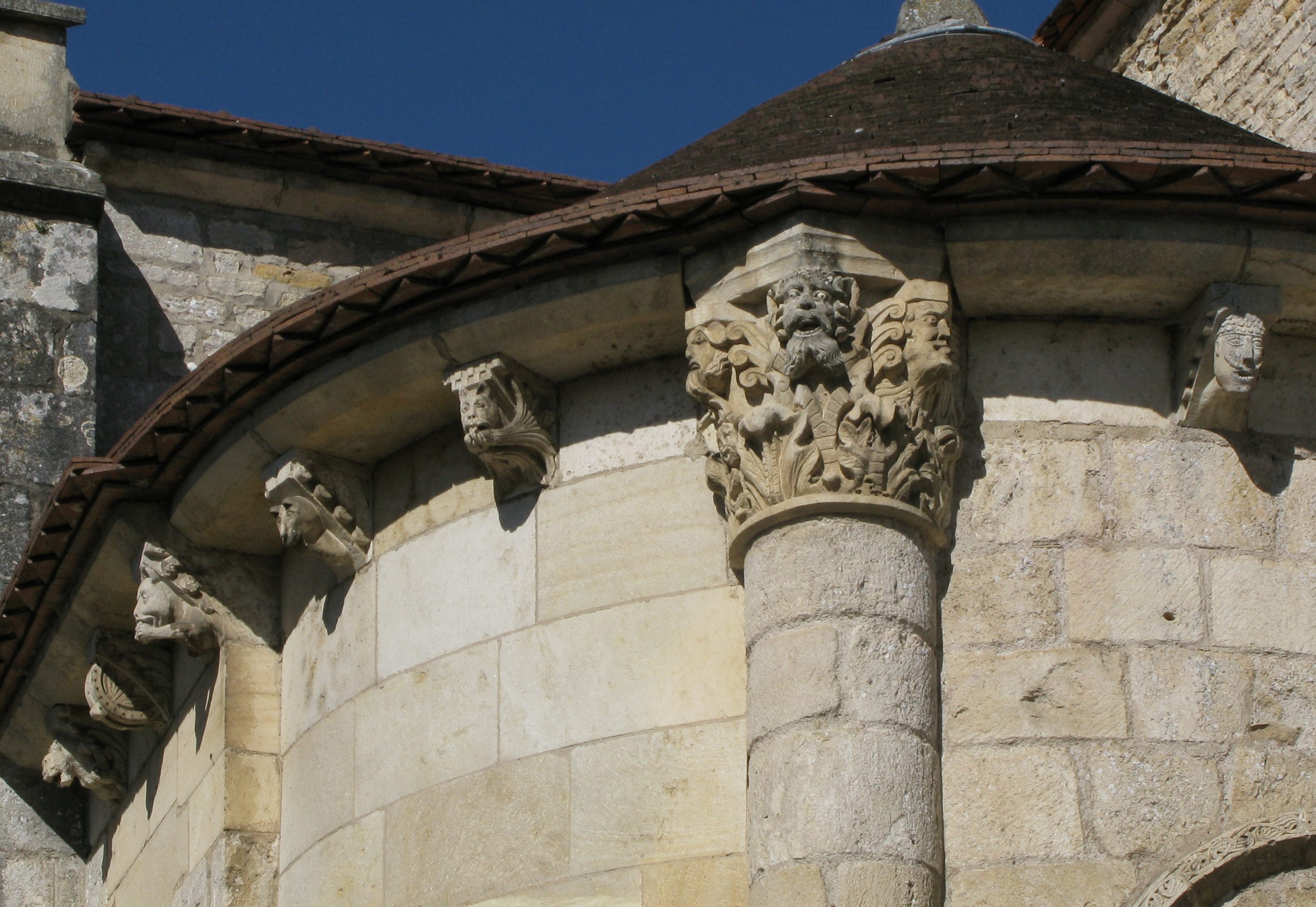
Chorseitiger Skulpturenschmuck
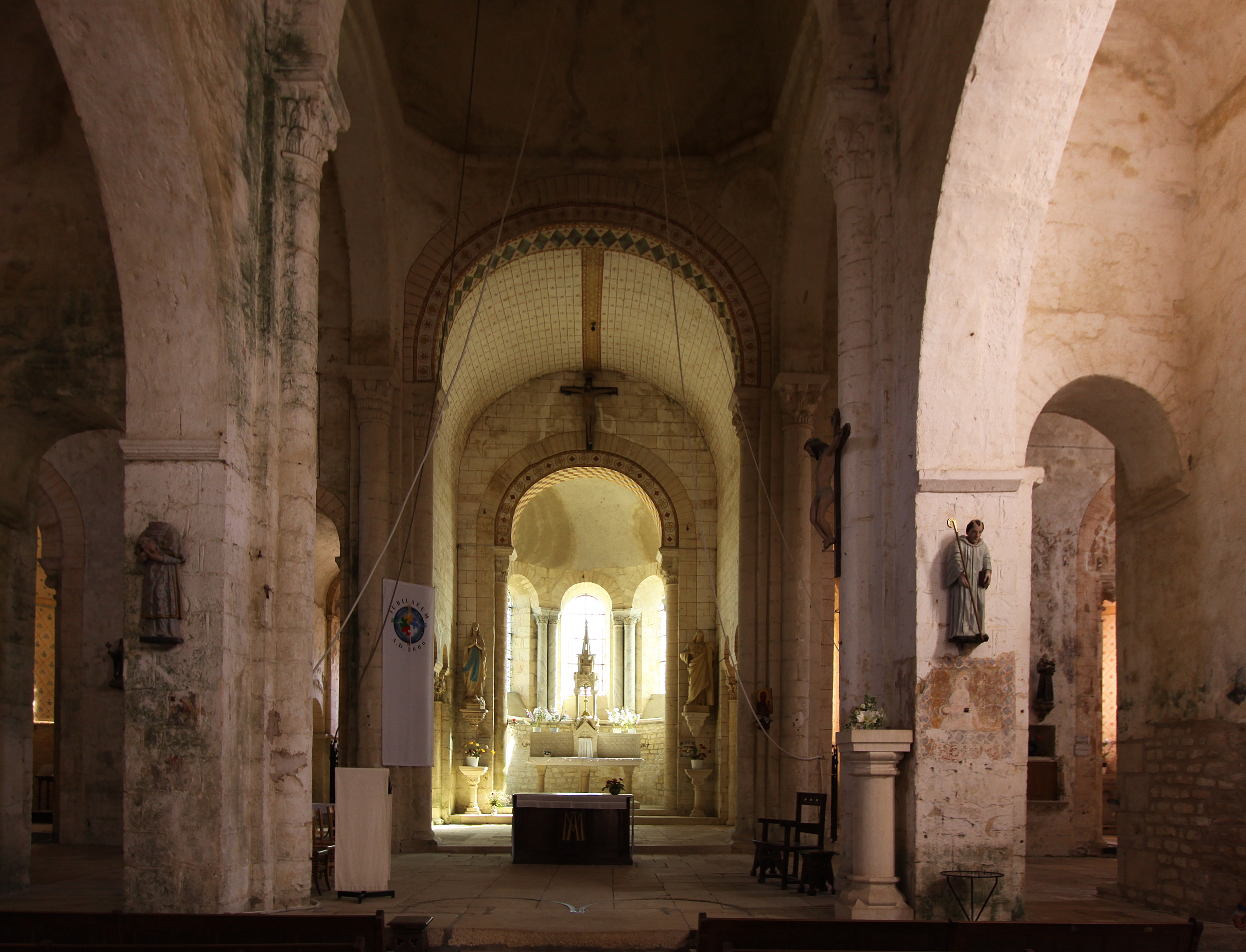
Chor und Apsis